# Гитарный мастер

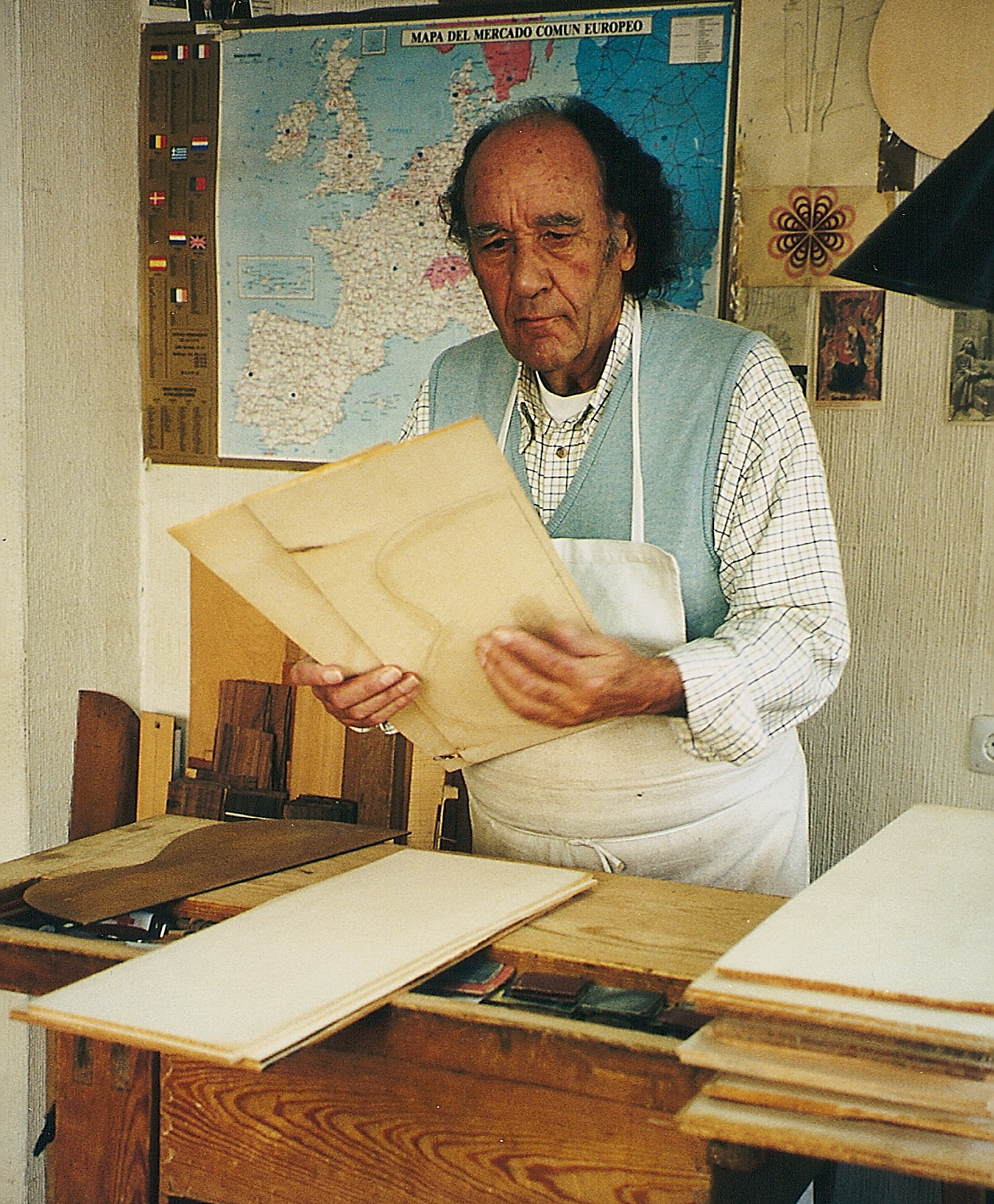
Испанский гитарный мастер
Паулино Бернабе в мастерской. Мадрид, октябрь 2000 года

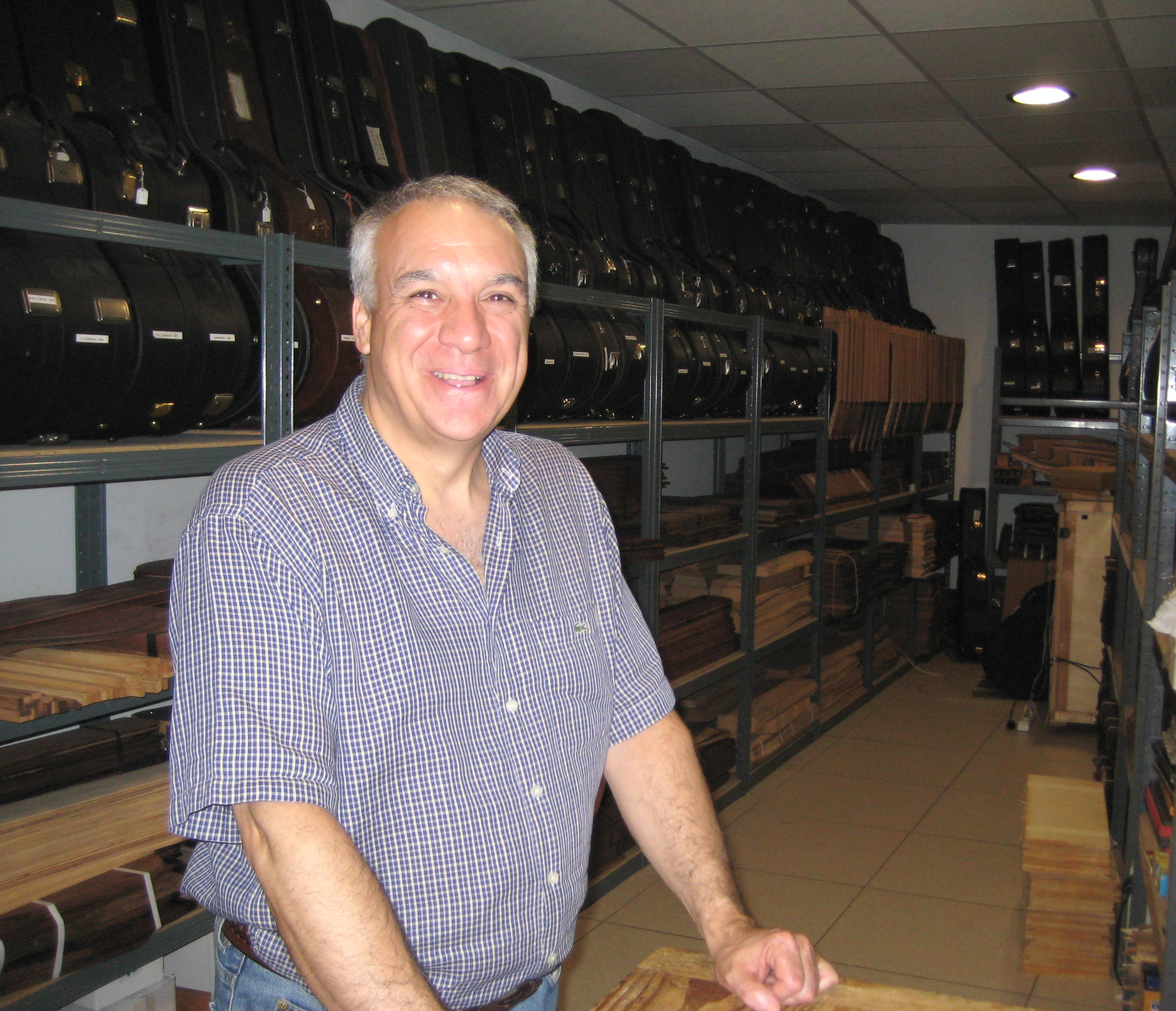
Испанский гитарный мастер Паулино Бернабе-младший, сын Паулино Бернабе-старшего в мастерской, 2012 год

Гитарный мастер  — мастер, занимающийся созданием и ремонтом гитар. Это узкая специализация внутри профессии «мастер щипковых музыкальных инструментов». К щипковым инструментам помимо гитар относятся и гусли, и арфы, и балалайки, домры и т. п. 

## История
Первый важный гитарный мастер был испанец Антонио Торрес, который в XIX веке разработал форму сегодняшней классической гитары. В мире гитаристов имя Торреса значит то же, что имя Страдивари для скрипачей. Именно Антонио Торрес создал классическую испанскую гитару в том виде, в котором она получила известность и дошла до наших дней.
Немец Кристиан Фредерик Мартин разработал первую гитару, которая была похожа на современную сталь-струнную акустическую гитару.